# Crisis financiera en Portugal de 2010-2014

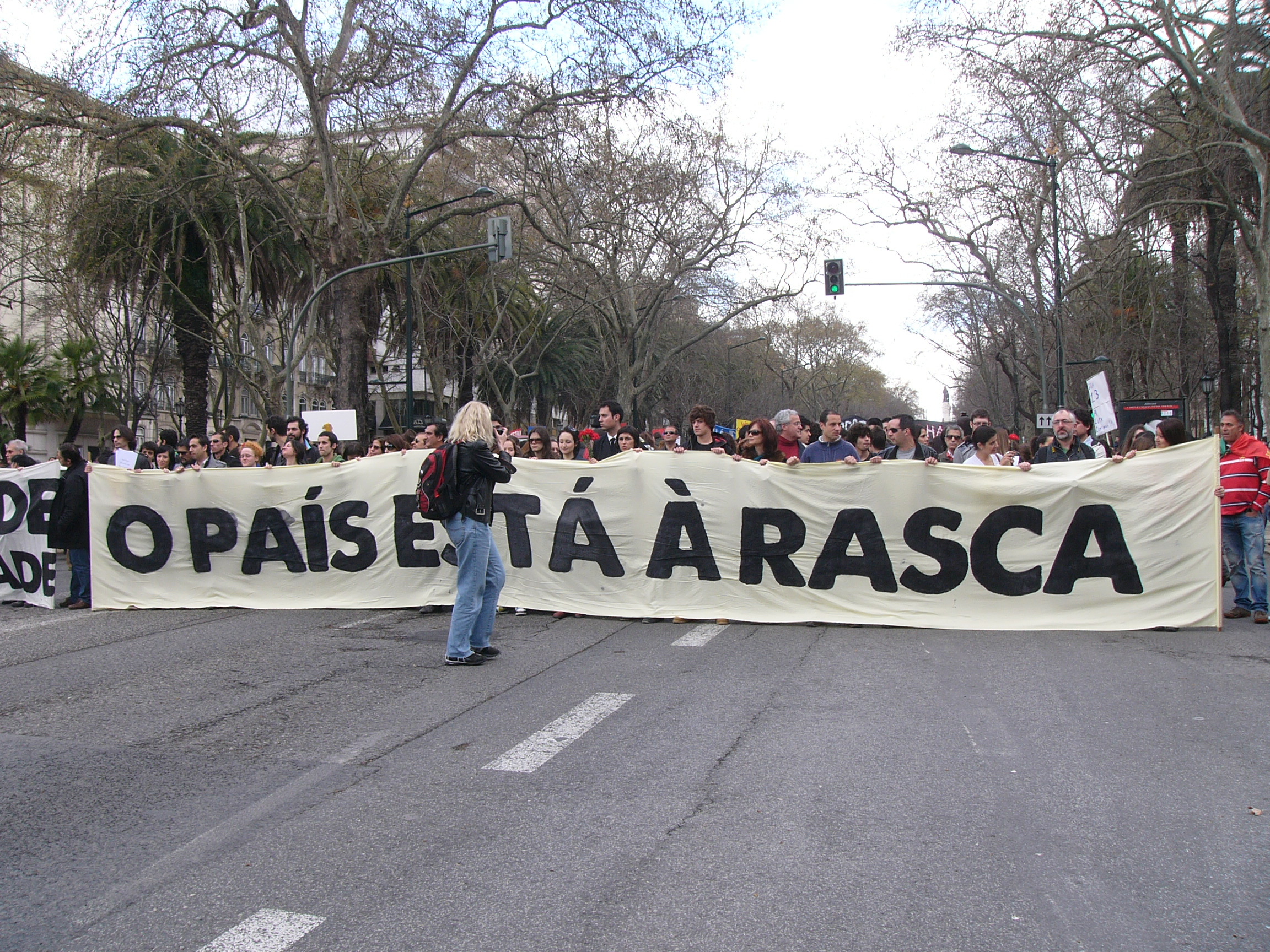
Una de las dos pancartas frontales durante la manifestación en la avenida da Liberdade, Lisboa, Portugal (2011).

La crisis financiera de Portugal de 2010-2014 es el deterioro que se empezó a advertir en los principales indicadores macroeconómicos de la República Portuguesa a partir del año 2010, y cuyas consecuencias se han extendido en el tiempo hasta la actualidad, no sólo en el plano económico sino también en el político y el social. Esta crisis se enmarca dentro de la crisis de la deuda soberana europea y de la crisis económica de 2008 que afecta a todos los países del mundo, y en especial a los países desarrollados.

## Antecedentes
Durante el primer trimestre de 2010, antes de que comenzara la presión de los mercados, Portugal tenía una de las mejores tasas de recuperación económica de la Unión Europea. Desde el punto de vista de las órdenes de pedidos industriales de Portugal, de las exportaciones, de la innovación emprendedora y de los logros académicos, el país igualaba o incluso superaba, no obstante, a sus vecinos de Europa Occidental.

### Inicio
Un informe publicado en enero de 2011 por el Diario de Notícias y publicado en Portugal por Gradiva, demostraba que en el período entre la Revolución de los Claveles en 1974 y 2010, el Gobierno de Portugal había promovido el sobregasto y las burbujas de inversión a través de alianzas público-privadas poco transparentes y mediante la financiación de numerosas consultorías externas ineficientes e innecesarias. Esto provocó considerables sobre precios en obras públicas gestionadas por el Estado y al mismo tiempo infló los sueldos y "bonus" de los ejecutivos y máximos responsables. Las políticas de contratación provocaron el aumento hasta niveles excesivos en el número de funcionarios públicos. Tanto los créditos de riesgo como la deuda pública y los Fondos de Cohesión europeos fueron mal gestionados durante cerca de cuatro décadas. El Gabinete del primer ministro José Sócrates no fue capaz de prever esto en 2005, y posteriormente se mostró incapaz de tomar medidas que aliviaran la situación cuando el país se vio abocado hacia la senda de la bancarrota en 2011.
Robert Fishman, en su artículo para el periódico estadounidense New York Times "Portugal's Unnecessary Bailout" de abril de 2011, señalaba que Portugal había sido víctima de sucesivas oleadas de especulación llevadas a cabo por operadores del mercado de renta fija, agencias de calificación y especuladores.

### Rescate europeo
El 7 de abril de 2011, después de haber negado durante mucho tiempo la necesidad de un rescate, el primer ministro José Sócrates finalmente recurrió al Mecanismo Europeo de Estabilidad Financiera y el FMI, con el fin de satisfacer las necesidades de efectivo del país.
El 16 de mayo de 2011, los líderes de la eurozona aprobaron oficialmente un paquete de rescate de 78.000 millones de euros para Portugal. El préstamo de rescate será distribuido entre el Mecanismo Europeo de Estabilidad Financiera, el Fondo Europeo de Estabilidad Financiera y el Fondo Monetario Internacional.
De acuerdo al ministro de Finanzas portugués, el tipo medio de interés del préstamo de rescate se esperaba que fuera de un 5'1%. Como parte del rescate, Portugal se comprometió a eliminar su acción de oro en Portugal Telecom para permitir su privatización. Portugal se convirtió en el tercer país de la eurozona, tras Irlanda y Grecia, en recibir un rescate financiero.
El 7 de junio de 2011, el Banco Comercial Português (BCP) recibió 3 mil millones (€) del gobierno.
El 6 de julio de 2011, se confirmó que la agencia de calificación Moody's había llevado el rating de Portugal hasta el nivel de bono basura, apareciendo informaciones adicionales de Moody's que apuntaban a que quizá Portugal pudiera seguir a Grecia en la necesidad de un segundo rescate.
En diciembre de 2011, se informó que el déficit presupuestario estimado de Portugal en 2011 del 4,5% sería significativamente menor de lo esperado, gracias a transferencias realizadas a partir de fondos de pensiones. Ello hacía que el país estuviera en situación de alcanzar su objetivo para 2012 antes de lo esperado. A pesar del hecho de que se esperaba que la economía se contrajera un 3% en 2011, el FMI esperaba que el país fuera capaz de volver a los mercados de deuda soberana a medio y largo plazo hacia finales de 2013.

### Quinto tramo del rescate
El 4 de junio de 2012 los técnicos de la troika europea (BCE, FMI y UE) dieron por buenas las cuentas del país y ordenaron el desembolso de 4.100 millones de euros, es decir, del quinto tramo del "rescate" acordado en mayo de 2011 para salvar a Portugal de la bancarrota y que sumaba un total de 78.000 millones de euros. De esta forma el Gobierno del conservador Pedro Passos Coelho alcanzaba uno de sus objetivos primordiales: desgajar como fuera el destino político de su país del de Grecia y demostrar que eran dos casos completamente diferentes (después de cuatro exámenes aprobados parecía haberlo conseguido). 
El cumplimiento de los objetivos parciales de déficit impuestos por la Unión Europea para dar luz verde al rescate (cuyo objetivo último sería pasar del 9'8% del PIB en 2010 al 3% a finales de 2013) fue posible gracias a un durísimo programa de austeridad, cuyas medidas más importantes fueron recortar las pagas extras de verano y Navidad a funcionarios y pensionistas, y subir el IVA en enero de 2012 hasta el 23%, incluidos muchos productos de la cesta de la compra. Según anunció, el gobierno utilizaría 6.500 millones del "rescate" que ha recibido hasta ese momento para recapitalizar a los tres principales bancos del país. El relativo optimismo del gobierno le llevó a afirmar que esperaba que al final del año el PIB no retrocediera un 3'3% como estaba previsto sino un 3% gracias al repunte de las exportaciones.
En enero de 2013, la Comisión Europea aprobó la recapitalización de un total de 1'1 mil millones (€) del Banco Internacional de Funchal (Banif).

### Fin del rescate: mayo de 2014
En mayo de 2014, Bruselas dio luz verde al desembolso del último tramo de la ayuda a Portugal, 2.600 millones de euros que completaban los 78.000 millones acordados.
El 17 de mayo de 2014 se dio por finalizado oficialmente el rescate de Portugal con la marcha definitiva de los inspectores de la troika que han controlado cada dos meses las finanzas lusas durante los últimos tres años. De esta forma Portugal vuelve a ser dueña de sus propias decisiones.